# Josef Schafheutle
Josef Schafheutle (* 17. März 1904 in Freiburg im Breisgau; † 22. Dezember 1973 ebenda) war ein deutscher Jurist, der als Ministerialbeamter zur Zeit des Nationalsozialismus im Reichsjustizministerium und später im Bundesjustizministerium tätig war.

## Leben
Schafheutle absolvierte ein Studium der Rechts- und Staatswissenschaft an den Universitäten Freiburg und Heidelberg. Hier trat er 1922 der katholischen Studentenverbindung W.K.St.V. Unitas Heidelberg im UV bei. Er wurde 1930 zum Dr. jur. promoviert und schloss sein Studium mit der großen juristischen Staatsprüfung ab. Er trat 1930 als Gerichtsassessor in den badischen Justizdienst ein. Ab 1932 war er als Regierungsrat im Badischen Justizministerium tätig. Zur Zeit des Nationalsozialismus wechselte der Regierungsrat 1933 ins Reichsjustizministerium. Dort wirkte er an der Ausarbeitung des politischen Sonderstrafrechts sowie des Strafprozessrechts mit, unter anderem an der Verordnung zur Beschleunigung des Verfahrens in Hochverrats- und Landesverratssachen, der Verordnung über die Bildung von Sondergerichten, dem Gesetz über Verhängung und Vollzug der Todesstrafe sowie dem Gesetz zur Abwehr politischer Gewalttaten. Von November 1936 bis 1941 war er zugleich Landgerichtsdirektor am Landgericht Karlsruhe unter Beibehaltung seiner Beschäftigung im Reichsjustizministerium, wo er 1941 zum Oberregierungsrat ernannt wurde. Während des Zweiten Weltkrieges war er in der Wehrmacht beim Gericht der Division Nr. 143, in der Unterabteilung Justiziare der Heeresrechtsabteilung beim Oberkommando des Heeres und schließlich seit 1. Mai 1944 als Oberfeldrichter tätig. Schafheutle war nicht Mitglied der NSDAP, allerdings nur deswegen, weil ihn die Partei nicht wollte, obwohl er sich nachdrücklich um eine Aufnahme in die Partei bemühte.
Nach Kriegsende war er 1945 kurzzeitig Sachbearbeiter in der Finanzabteilung der Provinzialverwaltung Mark Brandenburg. Er gehörte 1945 zu den Mitbegründern der CDU in Berlin. Noch im selben Jahr wurde er Rechtsreferent bei der Deutschen Zentralverwaltung der Finanzen in der Sowjetischen Besatzungszone. Von 1946 bis 1950 war er in den Speziallagern Hohenschönhausen und Sachsenhausen inhaftiert.
Nach seiner Entlassung zog er in die Bundesrepublik Deutschland und war ab 1950 auf Wunsch des Staatssekretärs Walter Strauß als Oberregierungsrat und danach als Ministerialrat im Bundesjustizministerium tätig, wo er das Referat II 1 (Materielles Strafrecht; Straffreiheitsgesetze) leitete. Er war maßgeblich an der Schaffung des Ersten Strafrechtsänderungsgesetzes beteiligt, das später als Blitzgesetz bezeichnet wurde und am 30. August 1951 in Kraft trat. Dieses eindeutig gegen Kommunisten gerichtete Gesetz beinhaltete nach dem Verfassungsrechtler Alexander von Brünneck fast die wortgleiche Übernahme der Landesverratsdelikte aus der Strafrechtsnovelle von 1934. Im Zuge dieses Gesetzes wurden in allen Oberlandesgerichtsbezirken politische Sonderstrafkammern gebildet. Von 1951 bis 1968 wurde nach diesem Gesetz gegen eine halbe Million Bundesbürger ermittelt und 10.000 Angeklagte verurteilt.
Von 1951 bis 1953 war er Generalstaatsanwalt am Oberlandesgericht Freiburg im Breisgau. Im August 1953 kehrte er an das Bundesjustizministerium zurück, wo er als Ministerialdirektor die Abteilung II (Strafrecht und Verfahren) leitete. Schafheutle war als Senatspräsident beim Bundesgerichtshof und als Bundesverfassungsrichter kurzzeitig im Gespräch beim Richterwahlausschuss. Der SPD-Bundestagsabgeordnete Otto Heinrich Greve wies jedoch darauf hin, dass Schafheutle in einem Sammelband 1937 schrieb, dass „Volksrichter im Einklang mit den politischen und weltanschaulichen Grundlagen des Dritten Reiches stehen“ und der neue Staat „auf dem Gedanken der unbeschränkten Führerverantwortlichkeit“ beruhen müsse; die Verteidigung Schafheutles, dass er dazu genötigt und sein Beitrag verfälscht wurde, überzeugte den Ausschuss nicht und er wurde abgelehnt. Als sein Kollege Eduard Dreher Anfang 1959 Richter am Bundesgerichtshof werden sollte, wurde dessen Vergangenheit als Staatsanwalt am Sondergericht Innsbruck im Zuge der Verhängung von Todesstrafen zum Problem. Schafheutle gab entlastende Stellungnahmen zugunsten Drehers ab. Ab 1960 erschienen mehrere DDR-Publikationen Daher wurde er vom Bundesjustizminister Wolfgang Stammberger 1962 aufgefordert, sich zu den Vorwürfen zu äußern. Dieser Aufforderung kam er 1965 detailliert nach und sah sich selbst als überzeugten Antikommunisten, der nach dem Krieg dafür gesorgt habe, dass das Strafrecht zur Bekämpfung von Kommunisten konsequent eingesetzt worden sei, um die freiheitlich-demokratische Grundordnung zu schützen. Daher müsse sich der Dienstherr gemäß § 79 Satz 2 des Bundesbeamtengesetzes von 1965 schützend vor ihn stellen.
Schafheutle trat auf Druck des neuen Bundesjustizministers Gustav Heinemann im Januar 1967 in den Ruhestand.
Eine Kurzvita Schafheutles ist im Braunbuch der DDR aufgeführt.

## Schriften (Auswahl)
- Gesellschaftsbegriff und Erwerb in das Gesellschaftsvermögen : Beiträge z. Erl. d. Gesellschaft d. bürgerl. Rechts ; Mit e. Nachw. v. Prof. Dr. Heinrich Hoeniger: Zur Struktur des Gesellschaftsbegriffes, Bensheimer, Mannheim / Berlin / Leipzig 1931, Abhandlungen z. bürgerl., Handels- u. Arbeitsrecht. H. 6 (zugleich: Freiburg i. B., Rechts- und staatswissenschaftliche Dissertation)
- Gesetz gegen gefährliche Gewohnheitsverbrecher und über Maßregeln der Sicherung und Besserung mit dem dazu gehörigen Ausführungsgesetz / Erl. von Leopold Schaefer, Otto Wagner, Josef Schafheutle, Vahlen, Berlin 1934
- Die Strafgesetznovellen von 1933 und 1934 : Mit Ausführungsvorschriften / Erl. Leopold Schaefer; Hans Richter; Josef Schafheutle, Industrieverl. Spaeth & Linde, Berlin 1934